# Phlegmatospermum cochlearinum
Phlegmatospermum cochlearinum är en korsblommig växtart som först beskrevs av Ferdinand von Mueller, och fick sitt nu gällande namn av Otto Eugen Schulz. Phlegmatospermum cochlearinum ingår i släktet Phlegmatospermum och familjen korsblommiga växter. Inga underarter finns listade i Catalogue of Life.